# From Afar
From Afar četvrti je studijski album finskog folk metal sastava Ensiferum. Objavljen je 9. rujna 2009. godine, a objavila ga je diskografska kuća Spinefarm.

## Popis pjesama
1. "By the Dividing Stream" – 3:50
2. "From Afar" – 4:51
3. "Twilight Tavern" – 5:38
4. "Heathen Throne" – 11:09
5. "Elusive Reaches" – 3:26
6. "Stone Cold Metal" – 7:25
7. "Smoking Ruins" – 6:40
8. "Tumman Virran Taa" – 0:52
9. "The Longest Journey (Heathen Throne part II)" – 12:49

## Top ljestvica
| Ljestvica (2009.) | Pozicija |
| ----------------- | -------- |
| Finska            | 9        |

### Članovi sastava
- Petri Lindroos – vokal, gitara
- Markus Toivonen – gitara, prateći vokal
- Sami Hinkka – bas-gitara, prateći vokal
- Janne Parviainen – bubnjevi
- Emmi Silvennoinen – klavijature, prateći vokal

### Gosti
- Heri Joensen (Týr) - vokal u skladbi "Vandraren"

### Produkcija
- Tero Kinnunen – producent
- Janne Joutsenniemi – producent
- Hiili Hiilesmaa – miks
- Kai Hahto – bubnjarski tehničar